# 22-20s
22-20s — англійський блюз-рок гурт, створений у 2002 році в Сліфорді, графство Лінкольншир. Гурт діяв до свого розпаду в грудні 2005 року, пізніше згуртувавшись наново у 2008 і випустив Shake/Shiver/Moan у 2010 і Got It If You Want It у 2012. Вони вдруге розпалися на початку 2013 року. У 2019 році гурт оголосив про повторне згуртування на своїй сторінці у Фейсбуці, але невдовзі перестав виходити на зв'язок, залишивши поточну долю гурту у підвішеному стані.
Пісні гурту регулярно з'являлися в різноманітній рекламі та фільмах, зокрема «Devil in Me», яка була представлена в рекламі Vauxhall Astra на початку 2016 року, а пізніше — у рекламі для Racing Post. Їхні пісні також з'являлися у різноманітних саундтреках, зокрема до фільму Ґая Річі Рок-н-рольник, фільмів London Boulevard, Вовк-одинак, Stoned, серіалу Школа виживання, і гри Driver: San Francisco.

## Кар'єра

### Від згуртування до розколу
За чотирнадцять миль один від одного, в англійському графстві Лінкольншир Мартін Трімбл виріс у місті Гекінгтон, а Ґлен Бартап — у Фулбеку. Познайомилися вони в гімназії Карре в Сліфорді. У 1997 році у віці 14 років вони разом купили свої перші гітари в магазині, що належав дядькові Трімбла, який часто відвідував його на Різдво та привозив із собою блюзові записи. Пара занурилася в музику блюзових виконавців, таких як Мадді Вотерс і Бадді Гай, пізніше полюбивши таких музикантів, як Боб Ділан, The Rolling Stones і Т. Рекс.
Дует почав грати в Лінкольнширі та на півночі Англії під назвою Crossfire, пізніше перейменувавшись на Martin Trimble & Outside Help. До гурту також увійшли басист Дейв Вілдон і кілька барабанщиків, включаючи Роба Фланаґана, Дейва Реберна і Марка Баррета з The Hoax, які приєдналися до гурту в липні 2000 року. Їхні виступи складалися переважно з блюзових каверів. Вони гастролювали країною та регулярно виступали на блюзових фестивалях у Меріпорті, Колні, а також в Німеччині, Бельгії та Нідерландах до того, як розпастися в листопаді 2001 року. Пізніше Трімбл створив The Infidels з Наташею Аллан і місцевим сесійним музикантом Ґарі Раддом і гурт The Martin Trimble з колишнім барабанщиком Outside Help/The Hoax Марком Барретом і Бартапом на басу, який до цього грав на гітарі. В цю епоху Трімбл також час від часу виступає з акустичними концертами самостійно та в дуеті з Бартапом.
У віці 19 років Трімбл, Бартап і Баррет записали демо з чотирьох пісень у Менсфілді, Ноттінгемшир, серед котрих: Such A Fool, 22 Days і Devil in Me — вже як 22-20s, під назвою, котру вони обрали на честь пісні Скіпа Джеймса «22-20 Blues», і почали грати на концертах, зосереджуючи увагу на власних піснях, але періодично все одно виконуючи кавер-версії Мадді Вотерса. Після того, як Баррет полишив гурт вслід за невдалою угодою з лейблом, група здійснила тур Європою в травні 2002 року, для якого вони взяли до складу майбутнього барабанщика Dakota Міка Нельсона. Джеймс Ірвінґ з гурту Thunder Monkey приєднався в серпні 2002 року.
Пізніше Трімбл прокоментує, що гурт вважав, що виступи у блюзових колах обмежували, оскільки аудиторія, якій було переважно за 50, мала чітке уявлення про жанр, і коли вони виконували власні пісні, вони часто зіткалися з тим, що промоутери підходять до них і кажуть: «Ви не можете це грати! Це не блюз!», — і опише блюз-сцену як «трохи кабарешну». А Бартап розповість, що до того, як залучити Ірвінґа, їм доводилося використовувати сесійних барабанщиків, набагато старших за них самих, яким вони повинні були платити за репетиції, а також опише блюз-сцену як «зборисько усіляких Blues Brothers і хлопців в поркпаях».
Гурт уперше підписав видавничу угоду з Heavenly Records, дочірньою компанією EMI, після того, як, надіславши свої демо до клубу Heavenly Social (власником якого був лейбл) у Ноттінгемі, його засновник, Джефф Баррет, побачив їх виступ на розігріві у Вілко Джонсона. Після війни торгів поміж понад 30 звукозаписними компаніями, яка була описана як «бій A&R століття» і включала сумнозвісний концерт у Дублінському замку в Камдені, постійні перельоти всіма США для зустрічей з представниками записних компаній та концерт, де були присутні керівники всіх великих американських лейблів, попри таку палку увагу з боку музичної індустрії, гурт зазначив, що підписав угоду з Heavenly частково саме тому, що «він (Баррет) був єдиним із звукозаписної компанії, який не потурбувався зводити нас на обід, він просто повів нас до свого офісу, і ми просто забухали до третьої ночі, слухаючи соул-музику». Пізніше група переїхала в Оксфорд, де вони залучили Чарлі Кумбса (брата Ґаза та Роба Кумбса з Supergrass) для гри на клавішних, який згодом приєднається на постійній основі під час запису першого студійного альбому.
Гурт випустив свій дебютний сінґл «Such A Fool» обмеженим накладом на 7" платівках у квітні 2003 року. Після цього, у вересні 2003 року, був записаний EP 05/03 із шістьма треками (записані у травні 2003 року) — рішення, на яке вплинув той факт, що вони були вперше помічені саме завдяки живим виступам. У вересні 2004 року гурт випустив свій однойменний студійний дебютний альбом. Незважаючи на те, що група закінчила запис альбому в січні того ж року, сталася затримка в зведенні альбому Річем Кості. Продюсером альбому став Брендан Лінч, який раніше працював з Полом Веллером і Primal Scream. Бартап пізніше прокоментує: «Ми взяли його, тому що він працював з Primal Scream, і це те, що впало в очі в той час, як постійно звучали кілька імен — ми не хотіли, щоб альбом звучав так, ніби він був створений у 60-х». А Трімбл заявить: «Ми хотіли зробити рок-н-рольну платівку, яка б була не про носіння Converse і ставання наркоманами — і я думаю, що нам це вдалося». Обидва релізи були схвалені критиками. Вони гастролювали Великобританією, США, Австралією, Японією та Європою та виступали на підтримку Oasis, Supergrass, Ґрема Коксона, The Black Crowes і Kings of Leon.
Після скасування виступів на V Festival, Pukkelpop, у Кембриджі та Лондоні через хворобу 16 серпня 2005 року, було оголошено 25 січня 2006 року, що гурт розпався під час роботи над своїм другим альбомом у Нью-Йорку напередодні нового року. Трімбл опублікував розлогу заяву на веб-сайті гурту, в якій говориться, що «спочатку більшість гуртів виставляють свої впливи на показ, але з ряду причин ми не змогли вийти далі цього першого етапу» і що він «більше не відчуває себе комфортно з тим, як люди сприймають те, що вони символізують». Вважалося, що Трімбл збирається продовжити сольну кар'єру.
Хоча в офіційному прес-релізі стверджувалося, що розрив був мирним, пізніше було стверджено, що Трімбл хотів змінити напрямок гурту, незважаючи на небажання інших учасників, і це призвело до розколу. Про розпад гурту та вплив, який це матиме на його кар'єру, Трімбл заявив: «Відверто кажучи, мені байдуже, чи продасться бодай одна копія наступного запису, доки я можу пишатися ним».

### Після першого розколу
Після розпаду Трімбл залишився в Нью-Йорку, а решта гурту повернулася додому. Він опублікував на офіційній сторінці в MySpace, що працює над новим матеріалом з Бартапом, і припустив, що відправиться в тур пізніше цього року. Він також підтвердив, що те, над чим він працює, не буде сольним альбомом і що незабаром буде запущено новий веб-сайт. Пізніше, сторінку в MySpace було видалено, а веб-сайт так і не було створено.
Ірвінґ продовжив свою кар'єру з групою Lincoln Fuzzbox Music, пізніше переїхавши до Лондону, де він працював з Asylum разом з Кесом Брауном зі Skunk Anansie, угорським гуртом The Puzzle та гуртом Richmond Marner Brown, який він покинув уступивши місце Козу Керріґану з Larrikin Love, перш ніж знову приєднатися до 22-20s.
Кумбс створив Missing Pieces з Річардом Уолтерсом і гастролював як другий гітарист і бек-вокаліст із братами Ґазом і Робом у Supergrass, перш ніж очолити власну групу Charly Coombes & The New Breed.

### Від повторного згуртування до другого розколу
Гурт зійшовся знову наприкінці 2008 року після того, як колишній менеджер запропонував Трімблу та Бартапу провести деякий час у студії, і через потребу барабанщика викликав Ірвінґа, щоб він грав під час сесій. На той час гурт не знав, чи будуть записи коли-небудь оприлюднені, а якщо й вийдуть, то чи буде це зроблено під назвою 22-20s. Пізніше, на прохання Heavenly Records, їм запропонували виступ на Heavenly Festival у вересні 2008 року в Royal Festival Hall у Лондоні. До гурту приєднався другий гітарист Ден Гейр, старий шкільний друг і колишній учасник сліфордської групи The Jubilees. Кумбс не був присутній і більше не брав участі у справах гурту. Незважаючи на дебют нової пісні, представник гурту заявив, що учасники не мали планів продовжувати виступи після концерту.
Після цього гурт таємно гастролює Англією під псевдонімом Bitter Pills (назвою однієї з нових пісень гурту) у вересні 2009 року, виступаючи на таких майданчиках, як Oxford Jericho Tavern, Hull Adelphi, Derby Rockhouse і Northampton Picturedrome, де вони представили новий матеріал.
Без жодного оголошення вони випустили свій перший за багато років сінґл «Latest Heartbreak» на ATO Records, дочірній компанії TBD Records (американська батьківщина Radiohead), у цифровому форматі в США 29 грудня 2009 року. 4-трековий мініальбом Latest Heartbreak Live EP був випущений у цифровому форматі в США 9 березня 2010 року.
Новий альбом під назвою Shake/Shiver/Moan був випущений у травні 2010 року в Японії на Yoshimoto R and C, де він посів 2 місце в Міжнародному рок-чарті, і пізніше в США — в червні того ж року. Альбом був записаний у 2009 році та спродюсований Ієном Девенпортом, який раніше працював із Supergrass, Badly Drawn Boy та Band of Skulls. Для просування альбому гурт випустив відео зі студійними записами нових пісен на своєму каналі на YouTube, на сайтах Filter Magazine у США та Rockin' On у Японії.
Окрім виступу на The Daily Habit на Fuel TV, гурт багато гастролював США з The Whigs, Band of Skulls, Альбертою Крос і Cage the Elephant, і повертався до Японії, щоб зіграти на Fuji Rock Festival.
У жовтні 2010 року група випустила Latest Heartbreak Live EP у Великій Британії через iTunes і здійснила свій перший за п'ять років тур Англієї під назвою 22-20s, котрий включав два розпродані концерти в Duke of Wellington в Лінкольні. Гурт також випустив «Latest Outtakes» у Японії, що містив деякі з перших треків, які вони записали після перегуртування, і уривки з запису для Shake/Shiver/Moan, і відіграв чотири концерти по всій країні. Гурт оголосив, що протягом листопада та грудня 2010 року вони переїдуть до Міннеаполісу в США, де зараз проживає Трімбл зі своєю дружиною Кеті Деатрік, директором із реклами старого американського лейблу Astralwerks, щоб розпочати написання свого наступного альбому.
У лютому 2011 року PledgeMusic розпочала кампанію з випуску Shake/Shiver/Moan за межами Японії та США. Ця нова ексклюзивна версія альбому включала релізи Latest Heartbreak Live EP і «Latest Outtakes» як бонус-трек.
У березні 2012 року гурт випустив свій третій студійний альбом Got It If You Want It в Японії з випуском у США на TBD Records 24 липня 2012 року З трьома учасниками гурту, які постійно проживали в Міннеаполісі, гурт почав грати спорадичні концерти в регіоні упродовж березня-квітня 2012 року у складі трьох учасників, в той час, як гітарист Ден Гейр все ще перебував у Лондоні. 3 травня 2012 року було оголошено, що Гейр покинув гурт через фінансові та географічні обмеження, і було також заявлено, що гурт продовжуватиме працювати у складі трьох учасників. Третій альбом ніколи не був виданий за межами Японії, і група не гастролювала на його підтримку. У листопаді 2012 року Трімбл повідомив, що група припинила діяльність через народження його доньки 14 місяцями раніше, а також визнав, що 2012 рік був «нещадним з точки зору написання», але сподівався, що новий альбом буде завершено до літа 2013.
27 березня 2014 року гурт оголосив у Facebook, що вони розпалися минулого року, заявивши, що вони «зробили перерву в цей ж період минулого року, і згодом усі розійшлися в різних напрямках».

### Після другого розколу
Мартін Трімбл відійшов від музики і займався керуванням магазином No. 6 Shop зі своєю дружиною, імпортуючи і продаючи англійський антикваріат. У 2016 році Трімбл недовго виступав із гуртом Dead Man Boys Choir в Міннеаполісі. У 2017 році Трімбл разом із дружиною та дітьми повернувся до Сліфорда. Зараз він грає на барабанах у блюзовій кавер-групі Black Cabinet, очолює котру співак-гітарист Ґері Джоблінґ.
Джеймс Ірвінґ, який зараз проживає в Сент-Полі, Міннесота, тепер працює агентом / брокером з нерухомості та є співвласником Grand Realty Property Management. У 2017 році Ірвінґ створив дует LowRay зі співаком і гітаристом (а також бізнес-партнером) Деном Фаулдсом і випустив дебютний мініальбом Columbia в травні того ж року. Він бере участь у написанні текстів та грає на барабанах.
Зараз Ґлен Бартап працює на факультеті психології Единбурзького університету.
Ден Гейр створив й очолив гурт під назвою Latin Wolves у 2015 році, і пізніше присвятив себе викладанню гри на гітарі. Зараз він проживає в Лідсі. На запитання про місцезнаходження решти гурту в грудні 2017 року Гейр відповів, що «нещодавно, можливо, був якийсь контакт з іншими».

### Скасована спроба перегуртування
9 грудня 2019 року офіційну сторінку гурту у Facebook було оновлено новим логотипомом. 15 грудня допис підтвердив сеанс запису в Superfly Studios у Ньюарку. Склад гурту не оголошувався, проте з дописів, що були оприлюднені гуртом, відомо, що вони працювали із сесійним барабанщиком Вейном Проктором.
У березні 2020 року фронтмен Мартін Трімбл оголосив через Facebook, що гурт випустить перезаписи старих пісень, однак цього так і не відбулося. Відтоді ніхто з членів не виходив більше на зв'язок і станом на травень 2023 року доля гурту залишається невідомою.

## Дискографія

### Альбоми
| Рік  | Інформація | Позиція в UK Albums Chart |
| ---- | --- | ------------------------- |
| 2003 | 05/03 - Живий мініальбом - Випущено: 30 вересня 2003 р - Формати: CD - Мітка: Heavenly (UK/ EU) EMI Music Japan (Японія)                                        | 108                       |
| 2004 | 22-20s - Дебютний студійний альбом - Випущено: 20 вересня 2004 р - Формати: CD, Vinyl - Лейб: Heavenly (UK/EU) Astralwerks (США) EMI Music Japan (Японія)       | 40                        |
| 2005 | Live in Japan - Живий альбом записаний 30 листопада 2004 р у Shibuya Club Quattro - Випущено: 28 березня 2005 р - Формати: CD - Лейбл: EMI Music Japan (Японія) | —                         |
| 2010 | Shake/Shiver/Moan - Другий студійний альбом - Випущено: 19 травня 2010 р. (Японія) - Формати: CD - Лейбл: TBD (США) Yoshimoto R and C (Японія)                  | —                         |
| 2010 | Latest Outtakes - Добірка вирізок з запису Shake/Shiver/Moan - Випущено: 20 жовтня 2010 р - Формати: CD - Лейбл: Yoshimoto R and C (Японія)                     | —                         |
| 2012 | Got It If You Want It - Третій студійний альбом - Випущено: 7 березня 2012 р. (Японія) - Формати: CD - Лейбл: Yoshimoto R and C (Японія)                        | —                         |

### Сінґли
| Рік  | Сінґл                                      | Позиція в UK Singles Chart | Альбом            |
| ---- | ------------------------------------------ | -------------------------- | ----------------- |
| 2003 | «Such a Fool» / «Baby, You're Not in Love» | —                          | 22-20s            |
| 2004 | «Why Don't You Do It For Me?»              | 41                         | 22-20s            |
| 2004 | «Shoot Your Gun»                           | 30                         | 22-20s            |
| 2004 | «22 Days»                                  | 34                         | 22-20s            |
| 2005 | «Such a Fool» (re-issue)                   | 29                         | 22-20s            |
| 2009 | «Latest Heartbreak» (Download only)        | —                          | Shake/Shiver/Moan |